# La Trinitat (Prunet i Bellpuig)
La Trinitat és un poble de la comuna rossellonesa de Prunet i Bellpuig, als Aspres (Catalunya del Nord). De població disseminada, se centra a l'església del mateix nom, antigament Sant Pere de la Serra, i l'edifici que acull la Casa del Comú, antigues dependències de l'església, a 676 metres d'altitud.
Està situat en el sector sud-occidental del terme comunal, enlairat dalt d'una carena. Es tracta d'una parròquia d'hàbitat dispers, sense nucli urbà.